# Pavilon Vítkovice
Pavilon Vítkovice se nacházel na Brněnském výstavišti v letech 1986–2001, a to v severní části areálu, v blízkosti pavilonu Z.
Patrový pavilon vznikl podle návrhu architekta Zdeňka Müllera. Poprvé byl zahrnut do plánu rozvoje výstaviště v roce 1977. Jeho výstavba byla zahájena v roce 1985 a dokončena o rok později. Konstrukce pavilonu měla odkazovat na činnost podniku, který si jej objednal (Vítkovické železárny). Na čtyřech ocelových pilířích byla zavěšena ocelová příhradová konstrukce o rozměrech 30x30 m.
Přízemí pavilonu sloužilo jako výstavní prostor a v prvním patře se nacházely kanceláře. Komplexní prostor byl uprostřed osvětlen atriem, které zastřešovala jehlanovitá střecha.
V roce 1986 získal objekt cenu nejlepší ocelové stavby v ČSSR. Po roce 1990 byly do přízemí umístěny konferenční prostory.
V roce 2001 byl pavilon zbořen, aby uvolnil místo pro rozšiřující se parkoviště v blízkosti pavilonu Z.